# Da grande (singolo)
Da grande è un singolo di Alexia pubblicato nel 2005.

## Descrizione
Il singolo partecipa alla 55ª edizione del Festival di Sanremo e arriva al 2º posto nella categoria Donne ed al 8° nella classifica generale.
È il primo singolo promozionale estratto dall'album omonimo Da grande del 2005 che tra l'altro è la seconda raccolta dell'artista spezzina. Il brano si piazza bene nelle classifiche italiane, ed è molto trasmesso dalle emittenti radiofoniche e musicali.

## Video musicale
Il videoclip della canzone è molto suggestivo e particolare, vede Alexia essere un vero e proprio gigante che cammina e balla per le strade e i grattacieli di una città in miniatura, insieme a tanti scatenati ballerini che saltano sopra palazzi e treni in corsa.

## Tracce
1. Da grande (Radio Version)
2. Don't You Know (Dimmi come...)

## Classifiche
| Classifica (2005) | Posizione massima |
| ----------------- | ----------------- |
| Italia            | 18                |